# Aviron aux Jeux méditerranéens de 2009

## Épreuves au programme
| ● | Compétitions | ● | Finale |

|              | Juin-Juillet |    |    |    |    |    |    |    |    |    |
|              | 26           | 27 | 28 | 29 | 30 | 01 | 02 | 03 | 04 | 05 |
| Compétitions | ●            | ●  | ●  |    |    |    |    |    |    |    |

## Résultats
| Épreuves                   | Or                                                         | Argent                                   | Bronze                                   |
| skiff                      | Nuria Dominguez Asensio 7 min 53 s 46                      | Elisabetta Sancassani 7 min 57 s 00      | Marion Rialet 8 min 12 s 48              |
| Deux de couple poids léger | Christína Yazitzídou Triantafyllia Kalampoka 7 min 12 s 63 | Elise Maurin Coralie Simon 7 min 17 s 84 | Erika Mai Carola Tomboloni 7 min 28 s 65 |
| Skiff femme                | Alexandra Tsiavou 7 min 50 s 81                            | Laura Milani 7 min 52 s 84               | Mirna Rajle Brodanac 7 min 53 s 84       |